# Henrique III de Castela
Henrique III de Castela, o Enfermiço (Burgos, 4 de Agosto de 1379 — Toledo, 25 de Dezembro de 1406) foi rei de Castela e Leão desde 1390 até à sua morte.

Escudo do actual Príncipe das Astúrias

Nascido de João I de Castela e Leonor de Aragão, foi cognominado de el Doliente (o Enfermiço) por ser pequeno e delicado. Antes de ser elevado ao trono recebeu do seu pai o título de 1º Príncipe das Astúrias, como forma de o designar como herdeiro da coroa.
Em 1390 foi proclamado rei de Castela e Leão, e da Galícia. Em 1406, as cortes de Castela em Toledo apoiaram sua proposta para a grande guerra contra Granada, mas o rei caiu gravemente doente e morreu. Herdou o trono muito moço, sendo tratado com pouco cuidado, sem consideração pela sua dignidade. Instalou-se na corte um ambiente de terror e anarquia que conseguiu dominar quando assumiu o governo. Impôs-se de forma enérgica, obrigando os nobres que se tinham locupletado com bens da coroa a restituir o que haviam subtraído. Os acusados de de lapidarem o património real submeteram-se, pois começava a manifestar-se já o absolutismo dos monarcas, que tinha no carrasco valioso auxiliar. Em seu reinado, Portugal e Castela estavam em guerra mas passou-se quase todo sem combates, com repetidas tréguas. Procurou estabelecer nas Canárias um ponto de apoio que permitisse novas empresas guerreiras na África como Portugal fez com a conquista de Ceuta! Os estados peninsulares começavam a olhar com interesse para o mar.
Tomou o governo em 1393. Governou com ajuda de burgueses, afastando os nobres e as Cortes, perseguindo o chefe da oposição, don Fadrique, Duque de Benavente. Guerreou Portugal, e preparava uma guerra contra Granada quando morreu. Patrocinou a conquista das Canárias pelo normando Jean de Béthencourt e o poitevin Gadifer de La Salle. João ficou entregue à mãe e ao tio de Antequera e o pai dividiu em seu testamento as esferas territoriais da regência, a Espanha meridional, fronteira moura, cabendo ao irmão.

## Reinado
A primeira década está marcada por certa paralisia e vai de 1390 a 1406. A reconquista parecia, de 1350-1400, pelo menos por parte da Coroa, ter atingido o período de nadir desde 1095. No início do século XV, porém, tudo mudou e Henrique III demonstrou ter a intenção de recomeçar a Reconquista e em escala enorme, desconhecida desde Afonso XI de Castela.
As causas de tal nova política ofensiva são pouco estudadas e incluem sua própria propensão a cruzada, as convicções ainda mais fortes do irmão, o infante Fernando, um aumento da força militar real devido ao novo sistema ordenado pelas Cortes em Guadalajara em 1390, a intensificação das tensões sociais e religiosas em Castela, pois se vivia a época do Grande Cisma e do movimento conciliar, que encontrou sua expressão num impulso para substituir a uniformidade de crença pelo tri-fideismo tradicional peninsular, o aumento do observantismo nas ordens monásticas, a pregação popular de São Vicente Ferrer e outros mendicantes, os pogroms contra os judeus de 1391.
Sem dúvida também a chegada dos portugueses a Ceuta em 1415, levando a reconquista para o Marrocos,  fez a monarquia castelhana despertar e reconsiderar suas próprias possibilidades de expansão em Granada e na África. Já em 1399, Henrique III de Castela conquistou e ocupou durante pouco tempo a cidade marroquina de Tetuão.
Cerca de 1400, houve maior belicosidade em Granada, não se sabe bem se por ter o governo transformado as pelejas internas entre os nobres nacérida em uma luta comum contra os cristãos, ou por uma reação a pressões crescente de Castela. Em 1401, uma grande algara moura atravessou a fronteira. Cinco anos depois o rei  Muhammad VII invadiu Múrcia e Jaén, violando a trégua, mas suas tropas foram repelidas em  Vera, Lorca, e Caravaca. Na Andaluzia, porém, tomaram Ayamonte, perto de Setenil, devastaram a terra selvagemente até que o  adelantado de la frontera Pedro Manrique os derrotou, perto de Quesada, na batalha de Los Collejares (outubro de 1406). Assim, em 1406, as cortes de Castela em Toledo apoiaram a proposta de Henrique III para a guerra em Granada.
Sua morte transferiu a regência do jovem João II e a liderança na guerra para as mãos do Infante Fernando.
Está sepultado na Igreja de Santo Antolin, em Fuenterrabia. Sua morte transferiu a regência do jovem João II e a liderança na guerra para as mãos do Infante Fernando.

## Casamento e descendência
Casou em Madrid em 1388 (1393?) com Catarina de Lancaster, filha de João de Gante, conde de Richmond, Duque de Lancaster, e de Constança de Castela. Seu casamento findou a querela das pretensões de Gaunt a Castela. Tiveram três filhos. A irmã de Catarina, dona Filipa de Lencastre, era Rainha de Portugal.
- Maria (Segóvia, 14 de Novembro de 1401 - Valência, 4 ou 7 de Setembro de 1458), infanta de Castela, rainha de Aragão, Valencia, Sardenha, Sicilia, e Nápoles, rainha titular de Jerusalém, esposa de Afonso V de Aragão[1]
- Catarina (1403 - Saragoça, 19 de Outubro de 1439), duquesa de Villena, esposa de Henrique de Aragão[1]
- João II de Castela (1405-1454), rei de Castela, Leão, Astúrias e Galiza[1]